# Kenworth

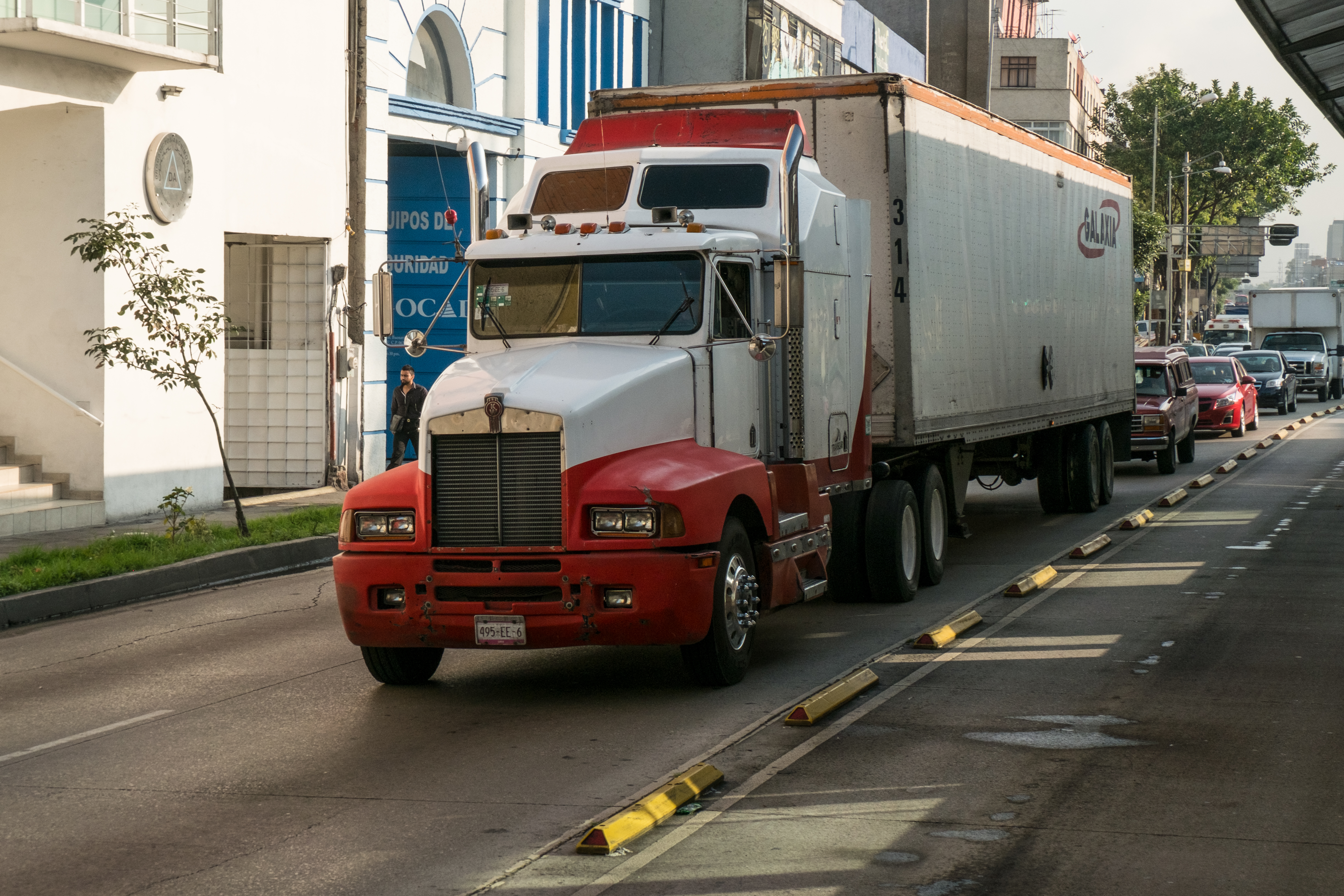
Camión Kenworth.

Kenworth Truck Company es un fabricante de  camiones perteneciente a Paccar. Fundada en 1923, la empresa tiene su sede en Kirkland, Washington, tiene tanto uso de carrocerías en camiones, tráileres, buses, automóviles, etc. Cuenta con una red de más de 290 lugares de distribución y opera plantas de fabricación en Chillicothe, Ohio; Ste-Therese, Quebec; Seattle y Renton, Washington; Bayswater, Victoria, Australia y Mexicali, Baja California: Kenworth Mexicana y en Monterrey: Kenworth Monterrey.
Fundada en 1923, Kenworth cuenta con una red de más de 290 lugares de distribución en los Estados Unidos, México y Canadá.

## Historia
La historia de Kenworth se remonta a 1912, cuando George T. y su hermano Louis Gerlinger Jr. fundaron una distribuidora  de automóviles y camiones bajo el nombre de Gerlinger Motor Car Works. En 1914, decidieron construir su propio camión, bautizado como Gersix. Con carrocería de acero, incorporaba un motor de seis cilindros en línea, que lo hacía más potente e ideal para los abruptos terrenos del noroeste de Estados Unidos, donde se utilizaban en la industria maderera.
En 1917, la Gerlinger Motor Company se trasladó a Tacoma, Washington. Allí el empresario Edgar K. Worthington comenzó a interesarse y relacionarse con Gerlinger y su compañía, cuyo camión, el Gersix, estaba experimentando un notable éxito en el noroeste de los Estados Unidos. Así, en 1917, Worthington y su socio Frederick Kent adquirieron Gerlington Motor Company, que pasó a llamarse Gersix Motor Co.
En 1923, la compañía adoptó el nombre de Kenworth Motor Truck Company, fusión de los nombres de ambos accionistas, Harry Kent (hijo de Frederic Kent, quien se había retirado en 1919, dejando el cargo a su hijo) y Edgar K. Worthington.
A partir de mediados de la década de 1920, la compañía comenzó una práctica que la distinguiría hasta la actualidad: la producción de camiones por encargo, a gusto del comprador.
En 1926, Kenworth comenzó a fabricar autobuses y, en 1933, se convirtió en la primera compañía americana en ofrecer de serie motores diésel. Un año más tarde, en 1927, se crea la primera planta de producción en Canadá. En 1945, Kenworth fue adquirida por la Pacific Car and Foundry Company (PACCAR), el tercer mayor fabricante de camiones pesados del mundo.
Durante la Segunda Guerra Mundial, la demanda de camiones aumentó considerablemente, así como la calidad de estos. Cabe mencionar que, tras el ataque japonés a Pearl Harbour, Seattle fue declarada como una zona de riesgo ante posibles ataques, por lo que la producción se trasladó temporalmente, hasta el fin de la guerra, a un parque de atracciones en Yakima, Washington.
Tras la Segunda Guerra Mundial, la compañía había adquirido una gran capacidad en la producción de camiones y la demanda nacional e internacional aumentaba.
En los años posteriores, sus camiones demostraron una gran fiabilidad y resistencia. Comenzaron a ser adquiridos por compañías petroleras que necesitaban trabajar en lugares extremos como desiertos y el ártico, y fueron muy valorados por su fiabilidad y durabilidad en estos terrenos.
A finales de la década de 1950, Kenworth dejó la producción de autobuses.
En 1968, ante la gran demanda australiana de camiones y con el fin de evitar los aranceles de importación, se funda una planta de producción en Melbourne, la primera de Australia.
A partir de la década de 1980, se comenzó a hacer camiones más aerodinámicos, que redujeron notablemente el consumo y mejoraron la maniobrabilidad.
En la actualidad, Kenworth fabrica una gran variedad de camiones en diversos países.